# دمق

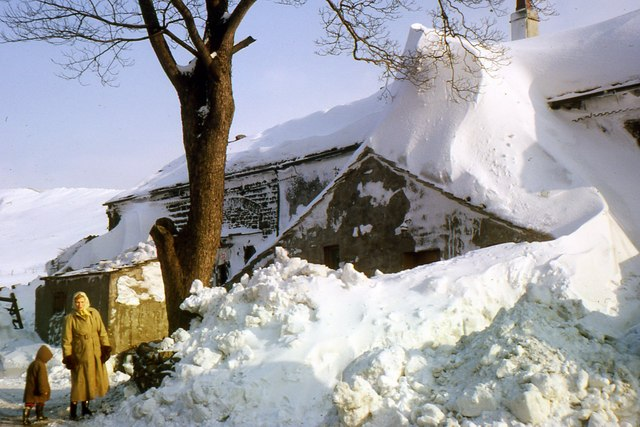
ثلج متراكم بالقرب من ناحية Burrow-with-Burrow ، لنكشير انجلترا ، في يناير 1963

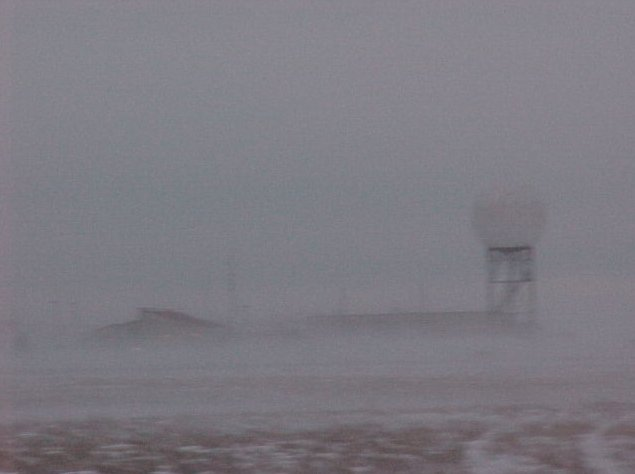
تَدَني الرؤية بسبب الثلج المصاحب للدمق

الدَّمَق أو العاصفة الثلجية (بالإنجليزية: Blizzard)‏ هي رياح شمالية شديدة السرعة والبرودة (20-) درجة مئوية فما دون تكون محملة بذرات الثلج أو شظايا الجليد، ولذا تعرف بالعاصفة الثلجية، نظراً لشدة سرعتها ولتحملها بالثلوج التي تحملها من على سطح الأرض، وتهب مثل هذه الرياح في اعقاب مرور مجموعة من المنخفضات الجوية الجبهية، وتصل سرعتها في بعض الأحيان إلى أكثر من 75كم/ ساعة، وتكون مؤذية وقد تسبب الموت للإنسان إذا ما تعرض لها وهو في العراء إذا لم يحتم منها.